# Ogden (Kansas)
Ogden é uma cidade localizada no estado americano de Kansas, no Condado de Riley.

## Demografia
Segundo o censo americano de 2000, a sua população era de 1762 habitantes.
Em 2006, foi estimada uma população de 1126, um decréscimo de 636 (-36.1%).

## Geografia
De acordo com o United States Census Bureau tem uma área de
2,2 km², dos quais 2,0 km² cobertos por terra e 0,2 km² cobertos por água.

## Localidades na vizinhança
O diagrama seguinte representa as localidades num raio de 16 km ao redor de Ogden.